# AKB48 29thシングル選抜じゃんけん大会
『AKB48 29thシングル選抜じゃんけん大会』（エーケービーフォーティエイト トゥエンティナインスシングルせんばつじゃんけんたいかい）は、AKB48の29thシングルの選抜メンバーを決定するイベントである。
本戦は2012年9月18日に日本武道館で開催され、この大会での上位16人が29thシングル「永遠プレッシャー」の選抜メンバーとなった。

## 概要
大会の実施は、2012年6月24日にさいたまスーパーアリーナで開催された「真夏のSounds good !」全国握手会イベントにて発表された。
本戦の司会は福澤朗、入場コールはレニー・ハート、審判は山里亮太（南海キャンディーズ）、副審判は日本じゃんけん協会の4人。
本戦開催前のライブにおいて、同年10月31日に発売される予定の28thシングル「UZA」が初めて披露された。
本戦の模様についてはTBS系列により地上波で『火曜曲!』の特別番組として一部が生中継された。応援ゲストとして亀田興毅、田原総一朗が出演し、解説は指原莉乃（HKT48）、松井玲奈（SKE48）、山本彩（NMB48）が担当した。

### 出場枠
AKB48正規メンバーの増加とSKE48予備戦勝者枠、NMB48予備戦勝者枠の拡大、HKT48予備戦勝者枠の新設により、出場予定者は前回の71名（そのうちの3名が出場辞退）から86名へ増加した。一方で前回は3枠あったAKB48研究生予備戦勝者枠が減枠されたほか、前回は正規メンバーと同等の扱いだったSKE48研究生およびNMB48研究生は、各予備戦に出場するための研究生予備戦を勝ち抜く必要が生じるなど、各グループの研究生の門戸は狭められた。なお各姉妹グループの本戦参加人数枠については、鳥越規央（東海大学理学部情報数理学科准教授）により算出された。詳細は以下の通り。
AKB48
正規メンバー66名、およびSKE48と兼任の松井珠理奈、NMB48と兼任の渡辺美優紀 - 予備戦なしで本戦出場。
研究生1名 - 2012年7月4日、AKB48劇場において研究生抽選会および研究生予備戦を開催、勝者1名が本戦出場（出場者：サイード横田絵玲奈）。
SKE48
本戦出場枠8名（出場者：中西優香、小林亜実、平松可奈子、上野圭澄、木本花音、佐藤聖羅、高木由麻奈、佐藤実絵子）
SKE48研究生予備戦 - 2012年7月4日、SUNSHINE STUDIO（SKE48劇場）における18時からの通常公演終了後開催。勝者1名がSKE48予備戦への出場権獲得。
SKE48予備戦 - 2012年7月5日18時より、正規メンバー42名とSKE48研究生予備戦勝者1名の計43名により開催。
NMB48
本戦出場枠6名（出場者：山岸奈津美、篠原栞那、肥川彩愛、川上礼奈、高野祐衣、小谷里歩）
NMB48研究生予備戦 - 2012年6月30日12時より、NMB48劇場において抽選会を行い、そのまま開催。勝者1名がNMB48予備戦への出場権獲得。
NMB48予備戦 - 同日、NMB48研究生予備戦終了後、正規メンバー30名とNMB48研究生予備戦勝者1名の計31名による抽選会を行い、そのまま開催。
HKT48
本戦出場枠3名（出場者：森保まどか、中西智代梨、下野由貴）
HKT48研究生予備戦 - 2012年7月6日18時より、HKT48劇場において抽選会を行い、そのまま開催。勝者1名がHKT48予備戦への出場権獲得。
HKT48予備戦 - 同日、HKT48研究生予備戦終了後、正規メンバー17名と上記研究生予備戦勝者1名の計18名による抽選会を行い、そのまま開催。
なお、出場権を持つメンバーのうち、AKB48の増田有華は自身が主演を務めるミュージカル『ウィズ〜オズの魔法使い〜』の稽古に専念するため、エントリー前に大会への出場を辞退した。また、HKT48予備戦の勝者であった江藤彩也香は8月18日に活動辞退を発表したため大会出場も辞退となったが、その後9月16日に行われたHKT48じゃんけん敗者復活戦で下野由貴が勝ち抜き、江藤の代わりに出場することとなった。

## ルール
- すべて一回勝負。
- 掛け声は「じゃん・けん・ぽん」。「最初はグー」などはなし。
- あいこの場合、構えからもう一度やり直す。
- 相手の「手」が確定してから、「手」を出した場合「後出し」とし、後出し勝利は無効で、疑われる場合はVTR判定および審判によって、後出しがないか判断。

## エントリーとトーナメントの流れ
太字は勝利者
所属のうち「昇」はAKB48昇格メンバー、「研」はAKB48研究生を指す。
| ブロ ック | 1回戦 | 1回戦                       | 1回戦 | 2回戦                 | 3回戦                 | 4回戦               | 準々決勝            | 準決勝              | 決勝              |
| ブロ ック | No.   | 氏名                        | 所属  | 2回戦                 | 3回戦                 | 4回戦               | 準々決勝            | 準決勝              | 決勝              |
| --------- | ----- | --------------------------- | ----- | --------------------- | --------------------- | ------------------- | ------------------- | ------------------- | ----------------- |
| A         | 1 2   | 岩佐美咲 峯岸みなみ         | A K   | 岩佐美咲 内田眞由美   | 内田眞由美 島田晴香   | 内田眞由美 板野友美 | 内田眞由美 竹内美宥 | 内田眞由美 仁藤萌乃 | 仁藤萌乃 島崎遥香 |
| A         | 3     | 内田眞由美                  | K     | 岩佐美咲 内田眞由美   | 内田眞由美 島田晴香   | 内田眞由美 板野友美 | 内田眞由美 竹内美宥 | 内田眞由美 仁藤萌乃 | 仁藤萌乃 島崎遥香 |
| A         | 4 5   | 野中美郷 高橋朱里           | K 4   | 野中美郷 島田晴香     | 内田眞由美 島田晴香   | 内田眞由美 板野友美 | 内田眞由美 竹内美宥 | 内田眞由美 仁藤萌乃 | 仁藤萌乃 島崎遥香 |
| A         | 6     | 島田晴香                    | 4     | 野中美郷 島田晴香     | 内田眞由美 島田晴香   | 内田眞由美 板野友美 | 内田眞由美 竹内美宥 | 内田眞由美 仁藤萌乃 | 仁藤萌乃 島崎遥香 |
| A         | 7 8   | 板野友美 小森美果           | K B   | 板野友美 小林香菜     | 板野友美 渡辺麻友     | 内田眞由美 板野友美 | 内田眞由美 竹内美宥 | 内田眞由美 仁藤萌乃 | 仁藤萌乃 島崎遥香 |
| A         | 9     | 小林香菜                    | B     | 板野友美 小林香菜     | 板野友美 渡辺麻友     | 内田眞由美 板野友美 | 内田眞由美 竹内美宥 | 内田眞由美 仁藤萌乃 | 仁藤萌乃 島崎遥香 |
| A         | 10    | -                           |       | 渡辺麻友              | 板野友美 渡辺麻友     | 内田眞由美 板野友美 | 内田眞由美 竹内美宥 | 内田眞由美 仁藤萌乃 | 仁藤萌乃 島崎遥香 |
| A         | 11    | 渡辺麻友                    | B     | 渡辺麻友              | 板野友美 渡辺麻友     | 内田眞由美 板野友美 | 内田眞由美 竹内美宥 | 内田眞由美 仁藤萌乃 | 仁藤萌乃 島崎遥香 |
| B         | 12 13 | 高野祐衣 小林亜実           | M E   | 高野祐依 高木由麻奈   | 高木由麻奈 木本花音   | 木本花音 竹内美宥   | 内田眞由美 竹内美宥 | 内田眞由美 仁藤萌乃 | 仁藤萌乃 島崎遥香 |
| B         | 14    | 高木由麻奈                  | E     | 高野祐依 高木由麻奈   | 高木由麻奈 木本花音   | 木本花音 竹内美宥   | 内田眞由美 竹内美宥 | 内田眞由美 仁藤萌乃 | 仁藤萌乃 島崎遥香 |
| B         | 15 16 | 木本花音 石田晴香           | E B   | 木本花音 川上礼奈     | 高木由麻奈 木本花音   | 木本花音 竹内美宥   | 内田眞由美 竹内美宥 | 内田眞由美 仁藤萌乃 | 仁藤萌乃 島崎遥香 |
| B         | 17    | 川上礼奈                    | M     | 木本花音 川上礼奈     | 高木由麻奈 木本花音   | 木本花音 竹内美宥   | 内田眞由美 竹内美宥 | 内田眞由美 仁藤萌乃 | 仁藤萌乃 島崎遥香 |
| B         | 18 19 | 北原里英 近野莉菜           | B     | 近野莉菜 渡辺美優紀   | 近野莉菜 竹内美宥     | 木本花音 竹内美宥   | 内田眞由美 竹内美宥 | 内田眞由美 仁藤萌乃 | 仁藤萌乃 島崎遥香 |
| B         | 20    | 渡辺美優紀                  | N/B   | 近野莉菜 渡辺美優紀   | 近野莉菜 竹内美宥     | 木本花音 竹内美宥   | 内田眞由美 竹内美宥 | 内田眞由美 仁藤萌乃 | 仁藤萌乃 島崎遥香 |
| B         | 21    | 竹内美宥                    | 4     | 竹内美宥 小林茉里奈   | 近野莉菜 竹内美宥     | 木本花音 竹内美宥   | 内田眞由美 竹内美宥 | 内田眞由美 仁藤萌乃 | 仁藤萌乃 島崎遥香 |
| B         | 22    | 小林茉里奈                  | 昇    | 竹内美宥 小林茉里奈   | 近野莉菜 竹内美宥     | 木本花音 竹内美宥   | 内田眞由美 竹内美宥 | 内田眞由美 仁藤萌乃 | 仁藤萌乃 島崎遥香 |
| C         | 23 24 | 大場美奈 多田愛佳           | 4 A   | 大場美奈 仲川遥香     | 仲川遥香 仁藤萌乃     | 仁藤萌乃 梅田彩佳   | 仁藤萌乃 篠田麻里子 | 内田眞由美 仁藤萌乃 | 仁藤萌乃 島崎遥香 |
| C         | 25    | 仲川遥香                    | A     | 大場美奈 仲川遥香     | 仲川遥香 仁藤萌乃     | 仁藤萌乃 梅田彩佳   | 仁藤萌乃 篠田麻里子 | 内田眞由美 仁藤萌乃 | 仁藤萌乃 島崎遥香 |
| C         | 26 27 | サイード横田絵玲奈 高城亜樹 | 研 A  | 高城亜樹 仁藤萌乃     | 仲川遥香 仁藤萌乃     | 仁藤萌乃 梅田彩佳   | 仁藤萌乃 篠田麻里子 | 内田眞由美 仁藤萌乃 | 仁藤萌乃 島崎遥香 |
| C         | 28    | 仁藤萌乃                    | K     | 高城亜樹 仁藤萌乃     | 仲川遥香 仁藤萌乃     | 仁藤萌乃 梅田彩佳   | 仁藤萌乃 篠田麻里子 | 内田眞由美 仁藤萌乃 | 仁藤萌乃 島崎遥香 |
| C         | 29 30 | 山内鈴蘭 小嶋陽菜           | 4 A   | 小嶋陽菜 小谷里歩     | 小嶋陽菜 梅田彩佳     | 仁藤萌乃 梅田彩佳   | 仁藤萌乃 篠田麻里子 | 内田眞由美 仁藤萌乃 | 仁藤萌乃 島崎遥香 |
| C         | 31    | 小谷里歩                    | N     | 小嶋陽菜 小谷里歩     | 小嶋陽菜 梅田彩佳     | 仁藤萌乃 梅田彩佳   | 仁藤萌乃 篠田麻里子 | 内田眞由美 仁藤萌乃 | 仁藤萌乃 島崎遥香 |
| C         | 32    | 梅田彩佳                    | K     | 梅田彩佳 下野由貴     | 小嶋陽菜 梅田彩佳     | 仁藤萌乃 梅田彩佳   | 仁藤萌乃 篠田麻里子 | 内田眞由美 仁藤萌乃 | 仁藤萌乃 島崎遥香 |
| C         | 33    | 下野由貴                    | H     | 梅田彩佳 下野由貴     | 小嶋陽菜 梅田彩佳     | 仁藤萌乃 梅田彩佳   | 仁藤萌乃 篠田麻里子 | 内田眞由美 仁藤萌乃 | 仁藤萌乃 島崎遥香 |
| D         | 34 35 | 田野優花 加藤玲奈           | 4     | 田野優花 中西優香     | 田野優花 篠田麻里子   | 篠田麻里子 前田亜美 | 仁藤萌乃 篠田麻里子 | 内田眞由美 仁藤萌乃 | 仁藤萌乃 島崎遥香 |
| D         | 36    | 中西優香                    | S     | 田野優花 中西優香     | 田野優花 篠田麻里子   | 篠田麻里子 前田亜美 | 仁藤萌乃 篠田麻里子 | 内田眞由美 仁藤萌乃 | 仁藤萌乃 島崎遥香 |
| D         | 37    | 大家志津香                  | A     | 大家志津香 篠田麻里子 | 田野優花 篠田麻里子   | 篠田麻里子 前田亜美 | 仁藤萌乃 篠田麻里子 | 内田眞由美 仁藤萌乃 | 仁藤萌乃 島崎遥香 |
| D         | 38    | 篠田麻里子                  | A     | 大家志津香 篠田麻里子 | 田野優花 篠田麻里子   | 篠田麻里子 前田亜美 | 仁藤萌乃 篠田麻里子 | 内田眞由美 仁藤萌乃 | 仁藤萌乃 島崎遥香 |
| D         | 39 40 | 倉持明日香 川栄李奈         | A 4   | 倉持明日香 大島優子   | 大島優子 前田亜美     | 篠田麻里子 前田亜美 | 仁藤萌乃 篠田麻里子 | 内田眞由美 仁藤萌乃 | 仁藤萌乃 島崎遥香 |
| D         | 41    | 大島優子                    | K     | 倉持明日香 大島優子   | 大島優子 前田亜美     | 篠田麻里子 前田亜美 | 仁藤萌乃 篠田麻里子 | 内田眞由美 仁藤萌乃 | 仁藤萌乃 島崎遥香 |
| D         | 42    | 前田亜美                    | A     | 前田亜美 森川彩香     | 大島優子 前田亜美     | 篠田麻里子 前田亜美 | 仁藤萌乃 篠田麻里子 | 内田眞由美 仁藤萌乃 | 仁藤萌乃 島崎遥香 |
| D         | 43    | 森川彩香                    | 昇    | 前田亜美 森川彩香     | 大島優子 前田亜美     | 篠田麻里子 前田亜美 | 仁藤萌乃 篠田麻里子 | 内田眞由美 仁藤萌乃 | 仁藤萌乃 島崎遥香 |
| E         | 44 45 | 佐藤夏希 佐藤すみれ         | B     | 佐藤夏希 中塚智実     | 中塚智実 横山由依     | 横山由依 中田ちさと | 横山由依 阿部マリア | 横山由依 島崎遥香   | 仁藤萌乃 島崎遥香 |
| E         | 46    | 中塚智実                    | K     | 佐藤夏希 中塚智実     | 中塚智実 横山由依     | 横山由依 中田ちさと | 横山由依 阿部マリア | 横山由依 島崎遥香   | 仁藤萌乃 島崎遥香 |
| E         | 47 48 | 仲谷明香 横山由依           | A K   | 横山由依 佐藤亜美菜   | 中塚智実 横山由依     | 横山由依 中田ちさと | 横山由依 阿部マリア | 横山由依 島崎遥香   | 仁藤萌乃 島崎遥香 |
| E         | 49    | 佐藤亜美菜                  | B     | 横山由依 佐藤亜美菜   | 中塚智実 横山由依     | 横山由依 中田ちさと | 横山由依 阿部マリア | 横山由依 島崎遥香   | 仁藤萌乃 島崎遥香 |
| E         | 50 51 | 中田ちさと 佐藤聖羅         | A KII | 中田ちさと 岩田華怜   | 中田ちさと 市川美織   | 横山由依 中田ちさと | 横山由依 阿部マリア | 横山由依 島崎遥香   | 仁藤萌乃 島崎遥香 |
| E         | 52    | 岩田華怜                    | 4     | 中田ちさと 岩田華怜   | 中田ちさと 市川美織   | 横山由依 中田ちさと | 横山由依 阿部マリア | 横山由依 島崎遥香   | 仁藤萌乃 島崎遥香 |
| E         | 53    | 名取稚菜                    | 昇    | 名取稚菜 市川美織     | 中田ちさと 市川美織   | 横山由依 中田ちさと | 横山由依 阿部マリア | 横山由依 島崎遥香   | 仁藤萌乃 島崎遥香 |
| E         | 54    | 市川美織                    | 4     | 名取稚菜 市川美織     | 中田ちさと 市川美織   | 横山由依 中田ちさと | 横山由依 阿部マリア | 横山由依 島崎遥香   | 仁藤萌乃 島崎遥香 |
| F         | 55 56 | 森保まどか 佐藤実絵子       | H KII | 森保まどか 篠原栞那   | 森保まどか 上野圭澄   | 上野圭澄 阿部マリア | 横山由依 阿部マリア | 横山由依 島崎遥香   | 仁藤萌乃 島崎遥香 |
| F         | 57    | 篠原栞那                    | N     | 森保まどか 篠原栞那   | 森保まどか 上野圭澄   | 上野圭澄 阿部マリア | 横山由依 阿部マリア | 横山由依 島崎遥香   | 仁藤萌乃 島崎遥香 |
| F         | 58 59 | 秋元才加 上野圭澄           | K E   | 上野圭澄 菊地あやか   | 森保まどか 上野圭澄   | 上野圭澄 阿部マリア | 横山由依 阿部マリア | 横山由依 島崎遥香   | 仁藤萌乃 島崎遥香 |
| F         | 60    | 菊地あやか                  | K     | 上野圭澄 菊地あやか   | 森保まどか 上野圭澄   | 上野圭澄 阿部マリア | 横山由依 阿部マリア | 横山由依 島崎遥香   | 仁藤萌乃 島崎遥香 |
| F         | 61 62 | 鈴木紫帆里 仲俣汐里         | B 4   | 鈴木紫帆里 平松可奈子 | 鈴木紫帆里 阿部マリア | 上野圭澄 阿部マリア | 横山由依 阿部マリア | 横山由依 島崎遥香   | 仁藤萌乃 島崎遥香 |
| F         | 63    | 平松可奈子                  | S     | 鈴木紫帆里 平松可奈子 | 鈴木紫帆里 阿部マリア | 上野圭澄 阿部マリア | 横山由依 阿部マリア | 横山由依 島崎遥香   | 仁藤萌乃 島崎遥香 |
| F         | 64    | 入山杏奈                    | 4     | 入山杏奈 阿部マリア   | 鈴木紫帆里 阿部マリア | 上野圭澄 阿部マリア | 横山由依 阿部マリア | 横山由依 島崎遥香   | 仁藤萌乃 島崎遥香 |
| F         | 65    | 阿部マリア                  | 4     | 入山杏奈 阿部マリア   | 鈴木紫帆里 阿部マリア | 上野圭澄 阿部マリア | 横山由依 阿部マリア | 横山由依 島崎遥香   | 仁藤萌乃 島崎遥香 |
| G         | 66 67 | 中西智代梨 山岸奈津美       | H M   | 中西智代梨 島崎遥香   | 島崎遥香 永尾まりや   | 島崎遥香 柏木由紀   | 島崎遥香 中村麻里子 | 横山由依 島崎遥香   | 仁藤萌乃 島崎遥香 |
| G         | 68    | 島崎遥香                    | 4     | 中西智代梨 島崎遥香   | 島崎遥香 永尾まりや   | 島崎遥香 柏木由紀   | 島崎遥香 中村麻里子 | 横山由依 島崎遥香   | 仁藤萌乃 島崎遥香 |
| G         | 69 70 | 宮崎美穂 松井咲子           | B K   | 松井咲子 永尾まりや   | 島崎遥香 永尾まりや   | 島崎遥香 柏木由紀   | 島崎遥香 中村麻里子 | 横山由依 島崎遥香   | 仁藤萌乃 島崎遥香 |
| G         | 71    | 永尾まりや                  | 4     | 松井咲子 永尾まりや   | 島崎遥香 永尾まりや   | 島崎遥香 柏木由紀   | 島崎遥香 中村麻里子 | 横山由依 島崎遥香   | 仁藤萌乃 島崎遥香 |
| G         | 72 73 | 肥川彩愛 宮澤佐江           | M K   | 肥川彩愛 柏木由紀     | 柏木由紀 鈴木まりや   | 島崎遥香 柏木由紀   | 島崎遥香 中村麻里子 | 横山由依 島崎遥香   | 仁藤萌乃 島崎遥香 |
| G         | 74    | 柏木由紀                    | B     | 肥川彩愛 柏木由紀     | 柏木由紀 鈴木まりや   | 島崎遥香 柏木由紀   | 島崎遥香 中村麻里子 | 横山由依 島崎遥香   | 仁藤萌乃 島崎遥香 |
| G         | 75    | 藤田奈那                    | 昇    | 藤田奈那 鈴木まりや   | 柏木由紀 鈴木まりや   | 島崎遥香 柏木由紀   | 島崎遥香 中村麻里子 | 横山由依 島崎遥香   | 仁藤萌乃 島崎遥香 |
| G         | 76    | 鈴木まりや                  | B     | 藤田奈那 鈴木まりや   | 柏木由紀 鈴木まりや   | 島崎遥香 柏木由紀   | 島崎遥香 中村麻里子 | 横山由依 島崎遥香   | 仁藤萌乃 島崎遥香 |
| H         | 77 78 | 田名部生来 伊豆田莉奈       | K 昇  | 田名部生来 高橋みなみ | 高橋みなみ 中村麻里子 | 中村麻里子 松原夏海 | 島崎遥香 中村麻里子 | 横山由依 島崎遥香   | 仁藤萌乃 島崎遥香 |
| H         | 79    | 高橋みなみ                  | A     | 田名部生来 高橋みなみ | 高橋みなみ 中村麻里子 | 中村麻里子 松原夏海 | 島崎遥香 中村麻里子 | 横山由依 島崎遥香   | 仁藤萌乃 島崎遥香 |
| H         | 80    | 中村麻里子                  | 4     | 中村麻里子 松井珠理奈 | 高橋みなみ 中村麻里子 | 中村麻里子 松原夏海 | 島崎遥香 中村麻里子 | 横山由依 島崎遥香   | 仁藤萌乃 島崎遥香 |
| H         | 81    | 松井珠理奈                  | S/K   | 中村麻里子 松井珠理奈 | 高橋みなみ 中村麻里子 | 中村麻里子 松原夏海 | 島崎遥香 中村麻里子 | 横山由依 島崎遥香   | 仁藤萌乃 島崎遥香 |
| H         | 82 83 | 河西智美 松原夏海           | B A   | 松原夏海 片山陽加     | 松原夏海 藤江れいな   | 中村麻里子 松原夏海 | 島崎遥香 中村麻里子 | 横山由依 島崎遥香   | 仁藤萌乃 島崎遥香 |
| H         | 84    | 片山陽加                    | A     | 松原夏海 片山陽加     | 松原夏海 藤江れいな   | 中村麻里子 松原夏海 | 島崎遥香 中村麻里子 | 横山由依 島崎遥香   | 仁藤萌乃 島崎遥香 |
| H         | 85    | 藤江れいな                  | K     | 藤江れいな 小嶋菜月   | 松原夏海 藤江れいな   | 中村麻里子 松原夏海 | 島崎遥香 中村麻里子 | 横山由依 島崎遥香   | 仁藤萌乃 島崎遥香 |
| H         | 86    | 小嶋菜月                    | 昇    | 藤江れいな 小嶋菜月   | 松原夏海 藤江れいな   | 中村麻里子 松原夏海 | 島崎遥香 中村麻里子 | 横山由依 島崎遥香   | 仁藤萌乃 島崎遥香 |

## 結果
選抜回数はメジャーデビュー1stシングル「会いたかった」から、28thシングル「UZA」までのAKB48作品でのシングル回数。カップリング曲は回数に含めない。（+）はインディーズの回数。
インディーズ以来ずっと選抜入りしていた小嶋陽菜が3回戦で敗退。連続選抜回数30回でストップという結果になった。
3位以下の順位に関して3-8位は当日の武道館で、9-16位は29thシングルミュージックビデオ撮影時に順位決定戦が行われ以下の通りとなった。
| 順位 | No. | 氏名       | 所属 | 選抜回数   | 備考                                |
| ---- | --- | ---------- | ---- | ---------- | ----------------------------------- |
| 1位  | 68  | 島崎遥香   | 4    | 2回        | シングル曲初センター                |
| 2位  | 28  | 仁藤萌乃   | K    | 1回        |                                     |
| 3位  | 48  | 横山由依   | K    | 7回        |                                     |
| 4位  | 3   | 内田眞由美 | K    | 1回        | 2大会ぶりの選抜入り 第1回大会優勝者 |
| 5位  | 38  | 篠田麻里子 | A    | 26回       | 2大会連続選抜入り 第2回大会優勝者   |
| 6位  | 65  | 阿部マリア | 4    | 1回        |                                     |
| 7位  | 21  | 竹内美宥   | 4    | 1回        |                                     |
| 8位  | 80  | 中村麻里子 | 4    | 初         |                                     |
| 9位  | 59  | 上野圭澄   | E    | 初         |                                     |
| 10位 | 42  | 前田亜美   | A    | 2回        | 3大会連続選抜入り                   |
| 11位 | 74  | 柏木由紀   | B    | 20回       |                                     |
| 12位 | 15  | 木本花音   | E    | 1回        |                                     |
| 13位 | 7   | 板野友美   | K    | 26回（+2） |                                     |
| 14位 | 83  | 松原夏海   | A    | 2回        |                                     |
| 15位 | 32  | 梅田彩佳   | K    | 4回        | 2大会連続選抜入り                   |
| 16位 | 50  | 中田ちさと | A    | 初         |                                     |

## 公式関連出版物
- 光文社エンタテインメント編集部編『AKB48じゃんけん大会公式ガイドブック 2012』(光文社ブックス 103)、光文社、2012年10月。 ISBN 978-4-3348-7103-1

## DVD
- AKB48 DVD MAGAZINE Vol.11『AKB48 29thシングル選抜じゃんけん大会 2012.9.18』（2013年1月22日、AKS AKB-D2144）